# Sonia (cantante britannica)
Sonia, all'anagrafe Sonia Evans (Liverpool, 13 febbraio 1971), è una cantante britannica.

## Biografia
Il debutto di Sonia è avvenuto da giovanissima, nel 1989, quando ha pubblicato il singolo You'll Never Stop Me Loving You, scritto e prodotto dal trio Stock, Aitken & Waterman. La canzone ha raggiunto la prima posizione della classifica UK Singles Chart.
Nell'aprile 1990 ha pubblicato il suo primo album in studio, dal titolo Everybody Knows (Chrysalis Records). Dopo You'll Never Stop Me Loving You, gli altri singoli estratti dall'album sono stati Can't Forget You, Listen to Your Heart, Counting Every Minute e End of the World.
Nel 1990 collabora con i Big Fun per il singolo You've Got a Friend.
Nel 1991 l'artista ha pubblicato il secondo album, l'eponimo Sonia, prodotto da Nigel Wright e comprendente i singoli Only Fools (Never Fall in Love), Be Young, Be Foolish, Be Happy e You to Me Are Everything.
Nel settembre 1992 pubblica il singolo Boogie Nights, cover degli Heatwave.
Nel maggio 1993 partecipa all'Eurovision Song Contest 1993 in rappresentanza del Regno Unito con il brano Better the Devil You Know, classificandosi al secondo posto.
Nel maggio 1993 pubblica anche l'album Better the Devil You Know (Arista Records).
Nel giugno 1994 pubblica il singolo Hopelessly Devoted to You, cover di Olivia Newton-John. Un'altra cover, quella di Wake Up Everybody viene pubblicata nel 1995 come brano di lancio dell'album Love Train - The Philly Album, quarto e ultimo album in studio dell'artista uscito solo nel 1998.
Nel 2007 pubblica la raccolta Greatest Hits. Partecipa in seguito alla compilation Liverpool – The Number Ones Album (2008) con la cover di She Loves You. Nel giugno 2009 pubblica il primo singolo dopo quattordici anni: si tratta di Fool for Love.
Nell'ottobre 2010 viene pubblicata una nuova versione dell'album Everybody Knows con l'aggiunta di due tracce.
Nel 2018 pubblica i singoli Dancin' in the Driver's Seat e Your Heart Or Mine.

## Discografia

### Album
- 1990 - Everybody Knows (UK #7)
- 1991 - Sonia (UK #33)
- 1993 - Better The Devil You Know (UK #32)
- 1998 - Love Train – The Philly Album

### Raccolte
- 2007 - Greatest Hits
- 2021 - The Collection
- 2021 - Everybody Knows: The Singles Box Set

### Singoli
- 1989 - You'll Never Stop Me Loving You (UK #1)
- 1989 - Can't Forget You (UK #17)
- 1989 - Listen To Your Heart (UK #10)
- 1990 - Counting Every Minute (UK #16)
- 1990 - You've Got A Friend (con i Big Fun) (UK #14)
- 1990 - End Of The World (UK #18)
- 1991 - Only Fools (Never Fall In Love) (UK #10)
- 1991 - Be Young, Be Foolish, Be Happy (UK #22)
- 1991 - You To Me Are Everything (UK #13)
- 1992 - Boogie Nights (UK #30)
- 1993 - Better The Devil You Know (UK #15)
- 1993 - We've Got The Power (con i Gladiators) (UK #90)
- 1994 - Hopelessly Devoted To You (UK #61)
- 1995 - Wake Up Everybody (UK #155)
- 2009 - Fool For Love
- 2018 - Dancin' In The Driver's Seat
- 2018 - Your Heart Or Mine
- 2019 - A Night That's Never-Ending
- 2019 - If You Come Back To Me